# 短吻蛇鰻
短吻蛇鰻，為輻鰭魚綱鰻鱺目糯鰻亞目蛇鰻科的其中一種，分布於西大西洋的美國北卡羅萊納州海域，棲息深度370-440公尺，體長可達29.3公分，棲息在底層水域，屬肉食性，生活習性不明。

## 擴展閱讀
維基物種上的相關：短吻蛇鰻